# Академическая гребля на летних Олимпийских играх 1980 — двойки парные (мужчины)
Соревнования двоек парных в академической гребле среди мужчин на летних Олимпийских играх 1980 года прошли с 20 по 27 июля. Приняли участие 18 спортсменов (9 экипажей) из девяти разных стран.

## Призёры
| Золото                                 | Серебро                                     | Бронза                                       |
| ГДР · Йоахим Драйфке · Клаус Крёппелин | Югославия · Зоран Панчич · Милорад Станулов | Чехословакия · Зденек Пецка · Вацлав Вохоска |

## Результаты

### Отборочные гонки
Соревнования проходили 20 июля в 10.30 московского времени. Занявшие 1 места в заездах квалифицированы в финал, остальные - в утешительные заезды. 

| Место | Спортсмены                                  | Результат |
| ----- | ------------------------------------------- | --------- |
| 1     | ГДР · Йоахим Драйфке · Клаус Крёппелин      | 6:54,69   |
| 2     | Югославия · Зоран Панчич · Милорад Станулов | 7:04,57   |
| 3     | СССР · Евгений Дулеев · Александр Фомченко  | 7:07,12   |
| 4     | Франция · Марк Будо · Денис Гате            | 7:14,43   |
| 5     | Болгария · Димитр Петров · Стойко Хадилев   | 7:21,83   |

| Место | Спортсмены                                        | Результат |
| ----- | ------------------------------------------------- | --------- |
| 1     | Великобритания · Тим Кларк · Крис Бэйли           | 6:59,67   |
| 2     | Польша · Веслав Куйда · Пётр Тобольски            | 7:01,79   |
| 3     | Испания · Хосе Рамон Ойарзабаль · Хосе Луис Корта | 7:11,05   |
| 4     | Чехословакия · Зденек Пецка · Вацлав Вохоска      | 7:16,02   |

### Утешительные заезды
Соревнования проходили 22 июля в 10.20 московского времени. Занявшие 1 и 2 места в заездах квалифицированы в финал А, остальные - в финал В.

| Место | Спортсмены                                        | Результат |
| ----- | ------------------------------------------------- | --------- |
| 1     | Югославия · Зоран Панчич · Милорад Станулов       | 6:36,46   |
| 2     | Чехословакия · Зденек Пецка · Вацлав Вохоска      | 6:36,70   |
| 3     | Испания · Хосе Рамон Ойарзабаль · Хосе Луис Корта | 6:43,15   |
| 4     | Болгария · Димитр Петров · Стойко Хадилев         | 7:01,25   |

| Место | Спортсмены                                 | Результат |
| ----- | ------------------------------------------ | --------- |
| 1     | СССР · Евгений Дулеев · Александр Фомченко | 6:37,77   |
| 2     | Польша · Веслав Куйда · Пётр Тобольски     | 6:47,38   |
| 3     | Франция · Марк Будо · Денис Гате           | 7:00,61   |

### Финалы
Соревнования проходили 27 июля в 10.30 московского времени.
| Место | Спортсмены                                   | Результат |
| ----- | -------------------------------------------- | --------- |
| 1     | ГДР · Йоахим Драйфке · Клаус Крёппелин       | 6:24,33   |
| 2     | Югославия · Зоран Панчич · Милорад Станулов  | 6:26,34   |
| 3     | Чехословакия · Зденек Пецка · Вацлав Вохоска | 6:29,07   |
| 4     | Великобритания · Тим Кларк · Крис Бэйли      | 6:31,13   |
| 5     | СССР · Евгений Дулеев · Александр Фомченко   | 6:35,34   |
| 6     | Польша · Веслав Куйда · Пётр Тобольски       | 6:39,66   |

| Место | Спортсмены                                        | Результат |
| ----- | ------------------------------------------------- | --------- |
| 7     | Испания · Хосе Рамон Ойарзабаль · Хосе Луис Корта | 6:38,38   |
| 8     | Франция · Марк Будо · Дидье Галле                 | 6:40,60   |
| 9     | Болгария · Димитр Петров · Стойко Хадилев         | 6:43,81   |